# 和歌山県立耐久高等学校
和歌山県立耐久高等学校（わかやまけんりつ たいきゅうこうとうがっこう）は、和歌山県有田郡湯浅町湯浅に所在する公立の高等学校。

## 設置学科
- 全日制課程 普通科
- 定時制課程 普通科 （夜間） 3年で卒業することも可能。

## 概要
1852年（嘉永5年）に初代駅逓頭（かつての郵政大臣に相当）であり「稲むらの火」の主人公（五兵衛）として知られる濱口梧陵（ヤマサ醤油当主）により創設された。創立150年を超える日本有数の歴史を持つ。
和歌山では、旧士族の教育の為に創立された徳義中学が1901年に県に移管された後は、耐久中学校が1920年（大正9年）に県に移管されるまで県内唯一の私立中学として地元の教育に貢献した。明治時代に、和歌山には公立校として徳義中学以外には、和歌山中学、田辺中学、粉河中学、新宮中学の4校があった。1907年（明治40年）には、伊藤博文からも信頼があつかったイェール大学のラッドが来校。また、翌年には釈宗演らが来校し、当時の文部大臣小松原英太郎の視察も受け、後に著された「教育論」の中でもその独自の校風などが伝えられている。創立150年周年記念式典には、当時の文部科学大臣遠山敦子が訪問して植樹を行っている。
男女共学校であり、国際交流が盛んである。校訓は「真・健・美」。人格を育て社会に貢献できる実践的な教育に力を入れている。現在も中堅公立進学校として、国公立大学や有名私立大学に一定数の卒業生を送り込んでいる。また、看護学校への進学率が高くなってきている。
なお、同県広川町に存在する広川町立耐久中学校は、新制耐久高校が有田高女の校地だった湯浅町へ統合移転後、その源流である私立耐久中学（旧制和歌山県立耐久中学校）の跡地に設立され、「耐久」の名を継承している。

## 沿革概略
- 1852年（嘉永5年） - 耐久舎の前身となる稽古場（耐久社）を創設。
- 1892年（明治25年） - 耐久学舎と改称、普通教育開始。
- 1908年（明治41年） - 中学校令により私立耐久中学校と改称。
- 1919年（大正8年） - 有田郡立高等女学校開校。
- 1920年（大正9年） - 私立耐久中学校を和歌山県立に移管、和歌山県立耐久中学校と改称。
- 1922年（大正11年） - 郡立高等女学校を和歌山県立に移管、和歌山県立有田高等女学校と改称
- 1948年（昭和23年） - 学制改革により耐久中学校、有田高等女学校を併合して和歌山県立耐久高等学校発足（普通科）。
- 1969年（昭和44年） - 理数科を設置（1977年廃止）。
- 2000年（平成12年） - グローバル探究科設置（2004年廃止）。

## 教育課程
- 1時限65分制（2015年実施）
- 2期制を採用（1995年実施）
- 1994年度まで「夏時間」を採用していた。
  - 戦後の一時期GHQの命令で日本全国夏時間を採用していた名残である。
  - 冬時間では午前8時50分頃予鈴のところ、夏時間では午前8時5分予鈴だった。
- 公立高校には珍しい海外姉妹校があり、留学が可能。姉妹校以外への留学も盛んである。
  - 海外からの留学生受け入れも実施しており、英語に力を入れている。
- 定期試験
  - 30点未満は欠点とみなされる。

## 学校生活
- 男子冬服は詰襟の黒学生服。夏服は白カッターシャツに黒学生ズボン。ネクタイは不要。
- 女子冬服は紺のセーラー服に紺のスカーフ、襟には白の3本ライン。夏服は斜めに3本タックの入った白シャツに紺色のネクタイ、紺色のプリーツスカート。この夏服は和歌山県立向陽高等学校の夏服と酷似している。
  - 近隣の広川町立耐久中学校、湯浅町立湯浅中学校、有田川町立吉備中学校と冬服が似ている。
  - 長期留学生は制服で登校するが1ヶ月程度の短期留学生はこの限りではない。

- 自宅から学校が遠い生徒は下宿から通学するか、免許と学校の許可を得た上で原動機付自転車を自宅の最寄駅まで利用して通学している。最寄駅からは自転車か鉄道を利用する（学校や学校の最寄である湯浅駅まで原動機付自転車を使えるわけではない）。

- 体育の授業では夏に水泳を実施しているが、事情により泳げない生徒は持久走を行う。

## 学校行事
- ロングハイキング
  - 高野山から有田川町までの30数キロを下山する。バスで高野山まで向かい、宿坊に泊まる。翌日早朝に出発し、1日かけてゴールを目指す。過去には8月だったが現在は秋に実施。通称「ロンハイ」
- 修学旅行
  - 1年時の2月に沖縄県へ2泊3日。
- スポーツ祭
  - 通常の体育祭と球技大会を1つに収めた行事で、連続して2日間行う。
- 文化祭
  - 9月に実施され、頭髪等の指導が厳しく、また舞台上で有志のダンス発表がある。
- 縄跳び大会
  - 学年別、クラス対抗で二重跳びの平均回数を競い合い、個人成績も表彰される。また、立候補制だが三重跳びの個人戦も行う。
- マラソン大会
  - 男子は10km、女子は6.2kmを50分以内に完走しなければ後日再マラソンとなってしまう。3年時は受験優先のため不参加である。

## クラブ活動
- バドミントン部は数多くの全国大会出場経験がある。
- 硬式野球部は2023年度の秋季県大会で優勝。さらに秋季近畿大会でベスト4に進んだことが評価され、2024年春（第96回）に春夏通じて甲子園に初出場した[4]。
- 定時制の野球部や軟式野球部は全国大会出場経験がある。
- マンドリン部は毎年のように全国大会で入賞している。
- 吹奏楽部は平成24年度全日本吹奏楽コンクール関西支部大会に出場した。
- サッカー部はベスト8（平成30年）

## 姉妹校
- Cambridge-Isanti High School（アメリカ、ミネソタ州）。
- Kerikeri High School（ニュージーランド）Keriはマオリ語で「掘る」の意味。
- 広雅中学校（中華人民共和国）

## 著名な出身者
- 瀬藤象二 - 電気工学者、文化勲章受章者
- 長谷川利行 - 洋画家、私立耐久中学中退
- 西博義 - 元衆議院議員、公明党所属
- 田中武雄 - 内閣書記官長、朝鮮総督府政務総監
- 法眼晋作 - 外務事務次官
- 正示啓次郎 - 元経済企画庁長官、大蔵官僚
- 木下繁 - 彫刻家、日本芸術院会員
- 小野真次[5] -和歌山県知事
- 谷口維紹[5] - 東京大学医学部教授、日本学術会議会員
- 鈴木鶴雄 - 元プロ野球選手、関西大学野球部監督。
- 梅本正之 - 元プロ野球選手、コーチ、スコアラー、寮長
- 金森隆浩 - 元プロ野球選手
- 山本英之 - 男子バレーボール選手。豊田合成トレフェルサ所属。
- 中尾直之 - 和歌山県立医科大学医学部　脳神経外科教授、医学博士

## 交通
最寄り駅はJR紀勢本線湯浅駅である。徒歩8分程度。